# Сен-Жорж (округ Гвианы)
Сен-Жорж (фр. Saint-Georges) — округ (фр. Arrondissement) во Франции, один из округов в регионе Французская Гвиана. Департамент округа — Французская Гвиана.
Население округа на 2009 год составляло 6 604 человек. Площадь округа составляет 25 560 км².

## Административное деление
Округ Сен-Жорж делится на 4 коммуны:
| Коммуны (русск.)   | Коммуны (франц.)           | Площадь, км² | Население, чел. (2009) | Плотность, чел./км² |
| ------------------ | -------------------------- | ------------ | ---------------------- | ------------------- |
| Камопи             | Camopi                     | 10 030       | 1 605                  | 0,16                |
| Сен-Жорж-де-Луапок | Saint-Georges-de-l'Oyapock | 2 320        | 4 129                  | 1,78                |
| Уанари             | Ouanary                    | 1 080        | 82                     | 0,08                |
| Режина             | Régina                     | 12 130       | 842                    | 0,07                |
| Всего              |                            | 25 560       | 6 604                  | 0,25                |